# Arizona Cardinals
Arizona Cardinals er det ældste eksisterende hold i den professionelle amerikansk fodboldliga NFL (National Football League), idet holdet blev oprettet i 1898. Dermed er det 20 år ældre end de to næstældste, som er Chicago Bears og Green Bay Packers. Klubben blev oprettet som Morgan Athletic Club af Chris O'Brien i Chicago. Holdet blev senere kendt som The Normals, og så blev det til The Racine Cardinals i 1920. Derefter hed det Chicago Cardinals (1920-59), og holdet har sidenhen flyttet by et par gange. Først til St. Louis (1960-87), siden Phoenix (1988-93), hvor det senere skiftede navn til Arizona (1994-?).
Der eksisterer stadig et St. Louis Cardinals, men det er et baseballhold.